# Хелениус, Арттури
Арттури (Артур) Хелениус (фин. Artturi (Arthur) Helenius; 30 января 1878, Выборг — 17 мая 1959, Хельсинки) — финский предприниматель, коммерции советник Финляндии (1938), меценат Финского культурного фонда (1938).

## Биография
Родился 30 января 1878 года в Выборге в семье Вильгельма Хелениуса и Катарины Турунен. Артур учился в средней школе, затем коммерческом училище. С 1899 года работал кассиром и управляющим имуществом на бумажной фабрике Юванкоски в Париккала. В 1904 году основал собственную лесопильню. В 1906 году стал управляющим директором лесопилен в Париккале и Саркисалми. В 1914 году стал их владельцем. В том же году Хелениус стал владельцем лесопильного завода в Сулкава. Артуру Хелениусу также принадлежали войлочные фабрики в Кирву (совр. Свободное) и Карелии (1927). Завещал Финскому культурному фонду более ста миллионов марок.
Скончался 17 мая 1959 года в Хельсинки.